# Камау
 Тази статия е за града във Виетнам.  За провинцията вижте Камау (провинция).  За летището вижте Летище „Камау“.
Камау (на виетнамски: Cà Mau) е град в южен Виетнам, административен център на провинция Камау. Населението му е около 315 000 души (2018).
Разположен е на 1 метър надморска височина в Делтата на Меконг, на 35 километра северозападно от брега на Южнокитайско море и на 240 километра югозападно от Хошимин. Традиционен център на лова на скариди, градът се разраства бързо от края на XX век с разработката на намиращите се в Южнокитайско море находища на природен газ и изграждането на голям завод за азотни торове.